# Witoto (langue)
Le witoto est un continuum linguistique de langues witotoanes parlées en Colombie et au Pérou. Il est composé du witoto minica, du witoto murui et du witoto nipode.